# つくし野 (町田市)
つくし野（つくしの）は、東京都町田市の町名。現行行政地名はつくし野一丁目から四丁目。郵便番号は194-0001。

## 地理
町田市の南東部に位置する。東は神奈川県横浜市緑区、南は南つくし野三丁目、西は南つくし野四丁目と小川一丁目、北は南成瀬六丁目と八丁目と接している。
1960年代後半に小川第一土地区画整理事業によって宅地整備され、東急不動産が分譲販売した戸建の住宅地が広がっている。
地元住民による建築協約や協定が存在し、集合住宅を建設できなかったり、コンビニエンスストアが存在しないといった特徴ある地域になっている。このため若年層の流入が少なく、高齢化が著しい。
また小川方面からつくし野駅、すずかけ台駅方面に向かって急坂が続く地形であり、坂を上下方向に移動する路線バスルートも限られているため、駅へのアクセスは距離のわりに負担が大きいことが多い。

### 地価
住宅地の地価は、2014年（平成26年）1月1日の公示地価によれば、つくし野2丁目13番3の地点で21万6000円/m2となっている。

## 歴史

### 地名の由来
東急田園都市線のつくし野駅と同様に、公募によって1967年（昭和42年）3月に採用・命名された。
この公募では日本全国から96,865通の応募が集まり、岡本太郎（画家）、磯村英一（都市社会学者）、井上靖（作家）、石井好子（歌手）、菊竹清訓（建築家）、手塚治虫（漫画家）の計6名の審査委員によって、これらの応募の中から選ばれた。

### 沿革
- 1965年（昭和40年）7月6日 - 小川第一土地区画整理組合が設立され、宅地造成に着手[8]。
- 1968年（昭和43年）10月16日 - 小川の一部より、つくし野一〜四丁目を新設。

## 世帯数と人口
2018年（平成30年）1月1日現在の世帯数と人口は以下の通りである。
| 丁目           | 世帯数    | 人口    |
| -------------- | --------- | ------- |
| つくし野一丁目 | 807世帯   | 1,855人 |
| つくし野二丁目 | 724世帯   | 1,781人 |
| つくし野三丁目 | 632世帯   | 1,485人 |
| つくし野四丁目 | 638世帯   | 1,537人 |
| 計             | 2,801世帯 | 6,658人 |

## 小・中学校の学区
市立小・中学校に通う場合、学区は以下の通りとなる。
| 丁目           | 番地                                     | 小学校                 | 中学校                 |
| -------------- | ---------------------------------------- | ---------------------- | ---------------------- |
| つくし野一丁目 | 全域                                     | 町田市立つくし野小学校 | 町田市立南成瀬中学校   |
| つくし野二丁目 | 6～8番地 11～19番地 25番地               | 町田市立つくし野小学校 | 町田市立南成瀬中学校   |
| つくし野二丁目 | 1～5番地 9～10番地 20～24番地 26～39番地 | 町田市立つくし野小学校 | 町田市立つくし野中学校 |
| つくし野三丁目 | 全域                                     | 町田市立つくし野小学校 | 町田市立つくし野中学校 |
| つくし野四丁目 | 全域                                     | 町田市立つくし野小学校 | 町田市立つくし野中学校 |

## 交通

### 鉄道
北部は東急田園都市線のつくし野駅が、南部は同線のすずかけ台駅が最寄り駅となる。

### 路線バス
神奈川中央交通（神奈中）により、以下の路線が運行されている。
- 町83：つくし野駅 - 町田ターミナル・バスセンター
- つ01：つくし野駅 - 成瀬駅 - 成瀬台
- つ03：つくし野駅 - 成瀬駅 - 東玉川学園四丁目

### 主な道路
- 国道246号 - 南東部を通る。
- やなぎ通り - 南西部を通る。
- 郵便局桜通り - 沿道が桜並木になっている。
- 栃の木通り
- 中央桜通り
- 貝がら公園通り

## 施設
文化
- つくし野コミュニティセンター

教育
- 小学校
  - 町田市立つくし野小学校

商業
- つくし野東急ストア
  - 文教堂
  - キャンドゥ
- ウエルシアつくし野駅前店（旧ハックドラッグ）

警察
- 町田警察署つくし野駅前交番

郵便局
- 町田つくし野郵便局

公園
- つくし野セントラルパーク